# Gregorio Jiménez García Palacios
Gregorio Jiménez García Palacios fou un militar i polític espanyol, diputat a les Corts Espanyoles durant la restauració borbònica.
Va participar en la Tercera Guerra Carlina en la zona del centre. Després es va dedicar a la política dins del Partit Liberal Conservador. Fou elegit diputat pel districte d'Albocàsser a les eleccions generals espanyoles de 1876 i 1879. Posteriorment fou nomenat governador civil de la província de Jaén